# ديلان تايلور (رجل أعمال)
ديلان تايلور (بالإنجليزية: Dylan Taylor)‏ هو شخصية أعمال وكبير الإداريين التنفيذيين أمريكي، ولد في 23 أكتوبر 1970.